# Théorie des valeurs extrêmes
Ne doit pas être confondu avec Théorème des valeurs extrêmes.
La théorie des valeurs extrêmes est une branche des statistiques qui s'intéresse aux valeurs extrêmes des distributions de probabilité. Elle a été développée par Émil Julius Gumbel.

## Méthodes
La théorie des valeurs extrêmes permet de connaître le comportement asymptotique des maxima de valeurs prises par les valeurs de variables aléatoires identiquement distribuées et indépendantes. Cette loi comporte des paramètres que l'on peut estimer soit en se basant sur les valeurs extrêmes prises dans des blocs de taille fixe des données à disposition (méthode des maxima), soit en s'intéressant à la distribution des données supérieures à un certain seuil (méthode des excès). 
Pour pouvoir être appliquée, la théorie des valeurs extrêmes doit donc disposer de beaucoup de données.

### Distribution limite
Soient {\displaystyle X_{1},...,X_{n}} des variables aléatoires indépendantes et identiquement distribuées. La théorie des valeurs extrêmes s'intéresse au comportement limite des extrêmes de l'échantillon, c'est-à-dire {\displaystyle \max(X_{1},...,X_{n})} ou, de manière équivalente, {\displaystyle \min(X_{1},...,X_{n})} lorsque {\displaystyle n} approche l'infini. Une certaine intuition peut être construite en faisant le rapprochement avec le théorème central limite. Ce dernier s'intéresse au comportement limite de la somme des variables aléatoires de l'échantillon.
Soit {\displaystyle F} la distribution ayant générée {\displaystyle \{X_{n}\}}. Alors, en posant {\displaystyle M_{n}} comme étant la borne supérieure pouvant être générée par {\displaystyle F}, on a,
où {\displaystyle \xrightarrow {\mathbb {P} } } signifie convergence en probabilité, puisque,
qui converge lorsque {\displaystyle n\to +\infty } à {\displaystyle 0} pour {\displaystyle x<M_{n}} et à {\displaystyle 1} pour {\displaystyle x\geq M_{n}}. Or, nous souhaitons avoir un comportement limite qui tend vers une distribution non-dégénérée. Pour cela, il est nécessaire de standardiser l'extrême de l'échantillon. Supposons qu'il existe une séquence {\displaystyle a_{n}>0} et une séquence {\displaystyle b_{n}\in \mathbb {R} } si bien que, {\displaystyle {\frac {\max(X_{1},...,X_{n})-b_{n}}{a_{n}}}} a une distribution limite non-dégénérée,

### Domaine d'attraction
Il est nécessaire de poser une série de conditions nécessaires et suffisantes sur {\displaystyle F} afin de pouvoir garantir la convergence en limite des extrêmes vers {\displaystyle G}. Le domaine d'attraction maximal ou domaine d'attraction est la classe de distribution satisfaisant les conditions nécessaires et suffisantes. Il existe trois types de distributions limites. A eux trois, ils comprennent toutes les distributions limites de variables aléatoire indépendantes et identiquement distribuées qui convergent vers une distribution limite non-dégénérée:
1. La loi de Gumbel ;
2. La loi de Fréchet ;
3. La loi de Weibull.

Ces trois distributions constituent les membres de la loi d'extremum généralisée.

## Applications
La théorie des valeurs extrêmes est appliquée en hydrologie pour prévoir les crues, en océanographie dans l'étude des vagues scélérates, en épidémiologie pour identifier rapidement les maladies émergentes, en démographie pour prévoir la distribution de probabilité de l'âge maximum que l'être humain pourra atteindre, en assurance pour prévoir les grands sinistres, en finance ou encore en climatologie et météorologie par exemple pour anticiper les futurs dépassement de records de canicule,.